# 服氣精義論
《服氣精義論》，唐代上清道道士司馬承禎著。

太清行氣符

全書共有九篇：分別為五牙論、服氣論、導引論、符水論、服藥論、慎忌論、五臟論、服氣療病論及病候論。收入於《正統道藏》洞神部方法類及《雲笈七籤》卷五七摘錄。